# Beilschmiedia zeylanica
Beilschmiedia zeylanica är en lagerväxtart som först beskrevs av Thw., och fick sitt nu gällande namn av Trim.. Beilschmiedia zeylanica ingår i släktet Beilschmiedia och familjen lagerväxter. Inga underarter finns listade i Catalogue of Life.